# Пашковський Леонід Борисович
Леонід Борисович Пашковський (нар. 15 серпня 1959, с. Михайлівка, Апостолівський район, Дніпропетровська область). — український політик. Директор українського агентства з авторських і суміжних прав (з 05.2007 року), економіст-міжнародник. Народний депутат України 3-го скликання (12.05.1998—14.05.02)

## Життєпис
Народний депутат України 3 склик. 03.1998-04.2002, виборчій округ № 184, Херсонська область. На час виборів: голова правління АТЗТ «Національна газова компанія». Член фракції НДП (04.-11.1998), позафракційний (11.1998-02.1999), член групи «Відродження регіонів» (02.1999-04.2001), член фракції Партії «Демократичний союз» (з 04.2001). Член Комітету з питань бюджету (07.1998-02.2000), член Комітету з питань законодавчого забезпечення правоохоронної діяльності (з 02.2000).
- 1976—1978 — механік Головного інформаційно-обчислювального центру Міністерства радгоспів УРСР.
- 1978—1980 — служба в армії.
- 1981—1986 — відеомеханік Київського республіканського телецентру.
- 1986—1991 — навчання у Київському університеті імені Т. Шевченка.
- 1991—1993 — заступник голови правління, об'єднання «Прем'єра», м. Київ.
- 1994—1995 — віце-президент, корпорація «Республіка», м. Київ.
- 1995—1997 — голова правління, ЗАТ «Національні інвестиції», м. Київ.
- З 1997 — голова правління, ЗАТ «Національна газова компанія», м. Київ.
- З 2002 — керівник Управління забезпечення міжпарламентських зв'язків Апарату ВР України.
- 2004-05.2007 — генеральний директор, КП «Кіровгеологія».